# Aino

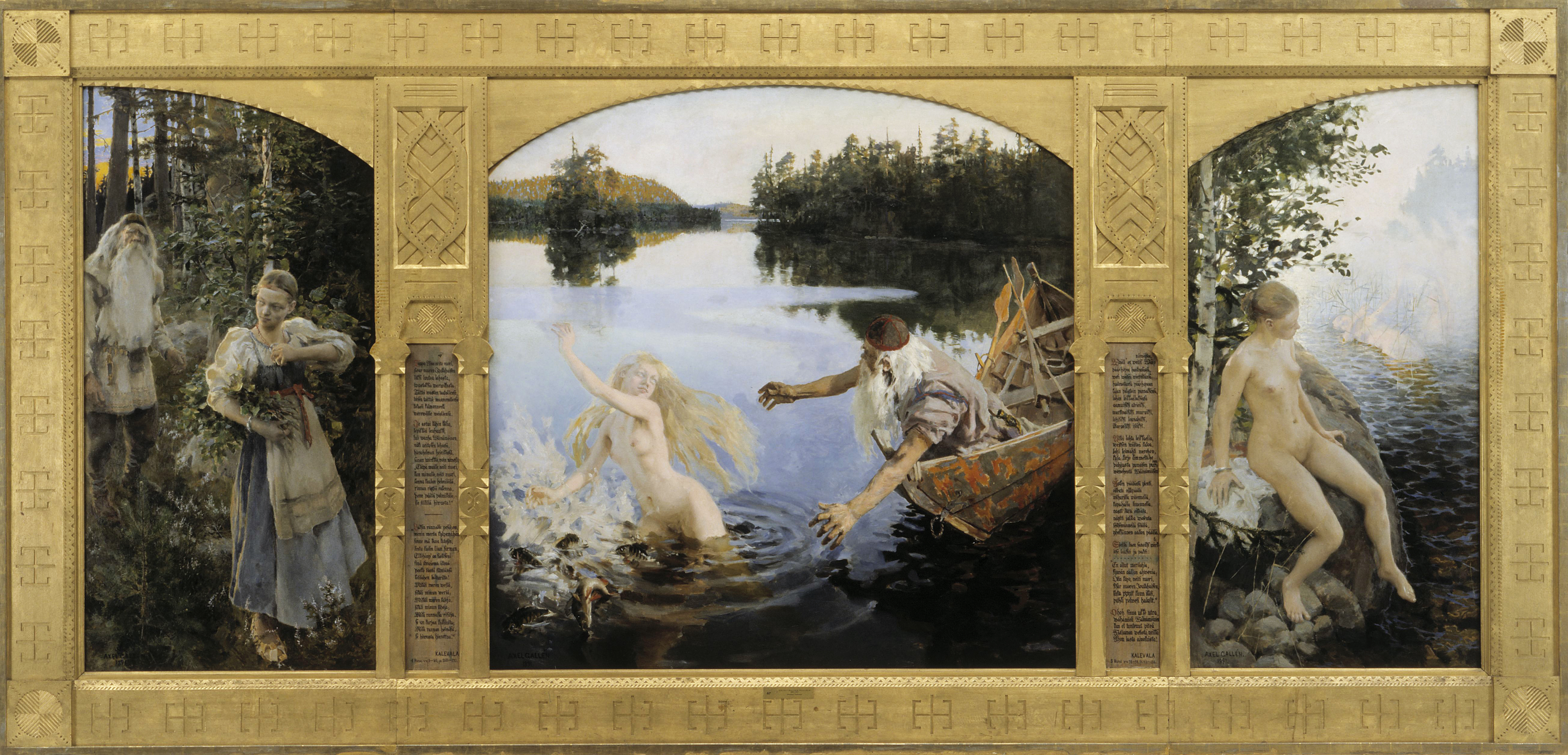
El tríptic del mite d'Aino pintat per Akseli Gallen-Kallela l'any 1891, amb la seva pròpia dona Mary com a model. Representa la història en tres panells: el de l'esquerra tracta sobre la primera trobada de Väinämöinen i Aino al bosc. El de la dreta representa un Aino lamentable plorant a la riba i escoltant la crida de les minyones de Vellamo que juguen a l'aigua. El panell central representa un Väinämöinen pescant després d'haver llençat un peix petit, que ara resulta ser Aino, que es riu d'ell i desapareix per sempre.

Aino és una figura de l'èpica nacional finlandesa Kalevala.

## Descripció
Relata que era la bella germana de Joukahainen. El seu germà, després d'haver perdut un concurs de cant davant el famós Väinämöinen, va prometre "les mans i els peus" d'Aino en matrimoni si Väinämöinen el salvava d'ofegar-se al pantà on havia estat llançat Joukahainen. La mare de l'Aino estava contenta amb la idea de casar la seva filla amb una persona tan famosa i ben nascuda, però Aino no es volia casar amb un home tan gran. En lloc de sotmetre's a aquest destí, Aino es va ofegar (o va acabar sent una nix). No obstant això, va tornar per burlar-se del dol Väinämöinen com una perca.
El nom Aino, que significa "l'únic", va ser inventat per Elias Lönnrot que va compondre el Kalevala. En els poemes originals s'esmentava com "l'única filla" o "l'única germana" (aino tyttönen, aino sisko).

## Romanticisme nacional
Durant el període romàntic nacional a finals del segle xix, els activistes de Fennomania van adoptar el nom mitològic Aino com a nom cristià. Entre els primers a rebre aquest nom hi havia Aino Järnefelt (més tard Aino Sibelius), nascuda el 1871 i Aino Krohn (més tard Aino Kallas), nascuda el 1878.
Segons el Centre de registre de població finlandès, més de 60.000 dones han rebut aquest nom. Va ser especialment popular a principis del segle XX i el primer nom més comú per a les dones a la dècada de 1920.  Ha tornat a favor al segle xxi; va ser el nom més popular per a les noies a Finlàndia el 2006 i el 2007. 

## Galeria
- La versió anterior de 1889 del tríptic de Gallen-Kallela on Aino tenia la semblança d'un model francès[5]
- Väinämöinen i Aino, 1896
- Aino al costat del mar, Sigfrid Keinänen, 1876
- Aino, aquarel·la per Albert Edelfelt
- Aino, mirant al mar, 1876
- Font d'Aino a Lahti d'Emil Wikström, 1912
- El seguici d'Aino i Aino s'ofega, Joseph Alanen, 1908–1910
- Donzelles als Caps, Joseph Alanen, 1919–1920